# Ballad for Band (Waignein)
Ballad for Band is een compositie voor harmonieorkest of fanfare van de Belgische componist André Waignein uit 1968.